# Elvedin Džinič
Elvedin Džinič (nascut el 25 d'agost de 1985) és un futbolista eslovè que juga com a defensa al club NK Maribor.